# Maxera nigrifrontalis
Maxera nigrifrontalis är en fjärilsart som beskrevs av Walker 1858. Maxera nigrifrontalis ingår i släktet Maxera och familjen nattflyn. Inga underarter finns listade i Catalogue of Life.